# 15 mars dans les chemins de fer
15 février 15 avril
Chronologies thématiques
- Croisades
- Sports
- Disney

Cette page concerne les événements qui se sont déroulés un 15 mars dans les chemins de fer.

## Événements

### XIXesiècle
- 1833 : en France, mise en service de Balbigny - Le Coteau deuxième section de la ligne Andrézieux - Le Coteau.
- 1847 : en France, ouverture du tronçon de la ligne de chemin de fer entre Abbeville et Etaples sur la ligne Amiens-Boulogne.
- 1870 : en France, mise en service du tronçon de 4 km entre l'Ille-sur-Têt et Bouleternère par la Compagnie PP[1].

### XXesiècle
- 1937 : en France, dernier jour de circulation du dernier tramway de Paris, sur la ligne Porte de Saint-Cloud-Porte de Vincennes.
- 1996 : aux États-Unis, Amtrak choisit le matériel American Flyer construit par Bombardier et Gec-Alsthom. Ce matériel pendulaire, dérivé du TGV français est destiné au futur service Acela.

### XXIesiècle
- 2006 : entre la France et l'Allemagne, à l'occasion du 6e conseil des ministres franco-allemand, le projet de nouveau pont ferroviaire traversant le Rhin entre Strasbourg et Kehl a été officiellement adopté.
- 2006 : en France, Louis Gallois, président de la SNCF, annonce des résultats records pour son 2005, le bénéfice de la SNCF en 2005 a été de 1,3 milliard d'euros.
- 2007 : en France, Anne-Marie Idrac, nouvelle présidente de la SNCF inaugure la LGV Est européenne